# 자유민주주의

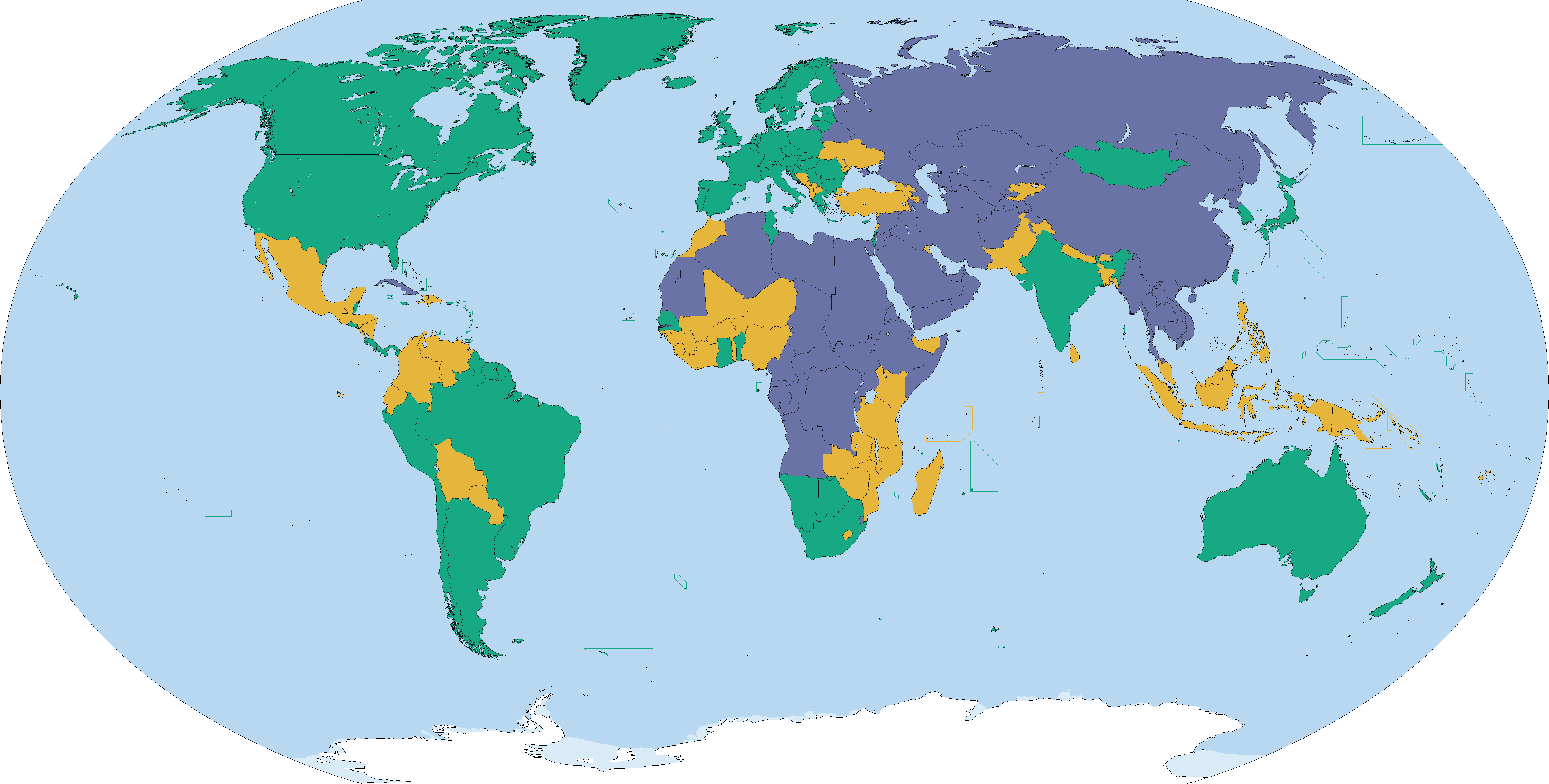
전세계 자유민주주의 채택 현황
자유주의
부분적 자유주의
비자유주의

자유민주주의는 고전적 자유주의 원리 하에 대의 민주주의가 작동되는 형태의 통치 체제를 말한다. 자유 민주주의 특징은 다원주의 하의 선거 실시, 권력 분립,  법치주의, 사유재산 인정 하의 시장 경제, 인권의 평등, 사회권, 시민권, 시민 자유, 정치적 자유 보장 등이다.

## 정의와 내용
자유민주주의의 정의에 대해서는 그 오랜 역사와 더불어 진화, 발전하여 견해가 다양하며 포함하는 내용도 풍부하고 상이하다. 래리 다이아몬드(Larry Diamond) 교수는 자유민주주의를 민주주의와 입헌적 자유주의의 결합으로 보면서 11가지의 요소를 들고 있다.
1. 선거의 결과가 불확실하고 반대표도 상당하며, 헌법 원리를 부정하는 정치적인 세력은 정당의 설립과 선거의 참여가 부정된다. (법치주의)
2. 군을 비롯하여 민주적인 책임을 지지 않는 기관은 선거에 의해 선출된 기관에 복종한다. (문민통제)
3. 국민은 자유롭게 만들고 참여할 수 있는 다양하고 독자적인 결사와 같이 그들을 표현하고 대표하는 여러 경로를 가질 수 있어야 한다. (다원주의)
4. 개개인에게 실질적인 양심의 자유, 사상의 자유, 의견의 자유, 토론의 자유, 표현의 자유, 출판의 자유, 결사의 자유, 평화적인 집회의 자유, 청원의 자유 등이 보장되어야 한다.
5. 국민들이 정치적으로 독립된 언론과 같이 정보를 구득할 수 있는 여러 경로가 있어야 한다. (열린 사회)
6. 행정권력은 독립된 사법부, 의회, 다른 공적 기관 등에 의하여 견제되어야 한다. (권력 분립)
7. 국민의 자유는 독립되고 평등한 법적용을 하는 사법부에 의하여 효과적으로 보장되어야 한다. 사법부의 결정은 존중받고 공권력에 의하여 강제될 수 있어야 한다.
8. 국민은 법 앞에 정치적으로 평등하다.
9. 사회적 소수자는 억압받지 않는다. (인권의 평등)
10. 법의 지배 원리는 국민들의 인권을 보장해야 한다. (시민권)
11. 헌법의 최고규범성이 보장되어야 한다.

프리덤 하우스는 자유민주주의를 국민의 자유를 보호하는 대의 민주주의로 정의한다.

## 세계의 자유민주주의

### 자유민주주의를 채택한 나라
자유민주주의는 다양한 종류의 헌법에 채택되고 있다.
- 공화제 (대한민국, 대만, 미국, 프랑스, 아일랜드, 독일 등)
- 대통령중심제 (대한민국, 대만, 미국 등)
- 이원집정부제 (프랑스, 폴란드 등)
- 입헌군주제 (영국, 오스트레일리아, 벨기에, 캐나다, 덴마크, 네덜란드, 노르웨이, 스페인 등)
- 의원내각제 (오스트레일리아, 캐나다, 독일, 아일랜드, 이탈리아, 영국 일본 등)

### 대한민국
흔히 자유민주주의라고 표현하는 내용에 대해 대한민국 헌법에서는 전문에 "모든 사회적 폐습과 불의를 타파하며, 자율과 조화를 바탕으로 자유민주적 기본질서를 확고히 하여"라는 부분과 제4조에 "대한민국은 통일을 지향하며, 자유민주적 기본질서에 입각한 평화적 통일 정책을 수립하고 이를 추진한다."고 하여 자유민주적 기본질서라고 되어 있으며 이를 자유민주주의로 받아들이는 사람들에 의해 견해의 대립이 있다. 해당 표현은 1972년 유신 헌법에서 평화통일 조항과 함께 처음 등장하였는데 이에 대해 이를 냉전 완화라는 세계 정세 가운데 반공주의라는 소극적 이데올로기에 기초한 권위주의 체제를 유지하려는 당시 정권이 안고 있던 고민의 산물로 분석하는 견해가 있다. 한편 자유주의적 민주주의와 자유로운 민주주의의 인식은 구분되어야 한다고 하면서, 당시 헌법 개정에 참가한 헌법전문가들이 양자의 차이를 인식하지 못했을 가능성을 제기하는 학자도 있다.
한편 대한민국의 헌법재판소는 "자유민주적 기본질서에 위해를 준다 함은 모든 폭력적 지배와 자의적 지배 즉 반국가단체의 일인독재 내지 일당독재를 배제하고 다수의 의사에 의한 국민의 자치, 자유·평등의 기본원칙에 의한 법치주의적 통치질서의 유지를 어렵게 만드는 것으로서 구체적으로는 기본적 인권의 존중, 권력분립, 의회제도, 복수정당제도, 선거제도, 사유재산과 시장경제를 골간으로 한 경제질서 및 사법권의 독립 등 우리의 내부체제를 파괴·변혁시키려는 것"이라고 설시했다.

### 독일
독일연방헌법재판소는 ‘자유롭고 민주적인 기본질서(Freiheitliche demokratische Grundordnung)’를 "모든 폭력적 지배와 자의적 지배를 배제하고, 그때의 다수의 의사와 자유 및 평등에 의거한 국민의 자기결정을 토대로 하는 법치국가적 통치질서"라고 규정했다. 하지만 이 문구에서의 평등은 기회의 평등임을 인식해야 하며, 이것이 곧 공평이란 것을 의미한다.

## 같이 보기
- 자유
- 자유주의
- 민주주의
- 법치주의
- 독일 헌법상의 Freiheitliche demokratische Grundordnung